# Heliconius aurofasciata
Heliconius aurofasciata är en fjärilsart som beskrevs av Heinrich Neustetter 1928. Heliconius aurofasciata ingår i släktet Heliconius och familjen praktfjärilar. Inga underarter finns listade i Catalogue of Life.